# Лі Гван Но
У цьому корейському імені прізвище (Лі) стоїть перед особовим ім'ям.
Лі Гван Но (кор. 이광로, 李廣魯, I Gwang-no, Lee Kwangro, 25 грудня 1991) — корейський біатлоніст, учасник чемпіонатів світу з біатлону та кубка світу.

## Кар'єра в Кубку світу
- Дебют в кубку світу — 5 березня 2011 року в спринті в Ханти-Мансійську (в рамках чемпіонату світу) — 110 місце.

## Виступи на чемпіонатах світу
| Рік  | Міце проведення | Інд | Спр | Пр | МС | Ест | ЗМ |
| 2011 | Ханти-Мансійськ | 114 | 110 |    |    | 24  |    |

## Статистика стрільби
| № п/п | Сезон     | Загальна      | Індивідуальна гонка | Спринт        | Гонка переслідування | Мас-старт   | Естафета       |
| ----- | --------- | ------------- | ------------------- | ------------- | -------------------- | ----------- | -------------- |
| 1     | 2010-2011 | 67,4 %(29/43) | 60,0 % (12/20)      | 70,0 % (7/10) | 0,0 % (0/0)          | 0,0 % (0/0) | 76,9 % (10/13) |

## Статистика
У таблиці наведено статистику виступів біатлоніста в Кубку світу.
- Місця 1–3: кількість подіумів
- Чільна 10: кількість фінішів у першій десятці
- В очках: кількість виступів, на яких біатлоніст здобував очки
- Старти: кількість стартів
- Естафета: включно зі змішаною

| Місця                              | Індивід. | Спринт | Персьют | Мас-старт | Естафета | Разом |
| ---------------------------------- | -------- | ------ | ------- | --------- | -------- | ----- |
| 1                                  |          |        |         |           |          |       |
| 2                                  |          |        |         |           |          |       |
| 3                                  |          |        |         |           |          |       |
| Чільна 10                          |          |        |         |           |          |       |
| В очках                            |          |        |         |           |          |       |
| Стартів                            | 1        | 1      |         |           | 1        | 3     |
| Станом на: кінець сезону 2010/2011 |          |        |         |           |          |       |

## Виноски
1. ↑  В дужках наведена кількість влучних пострілів та загальна кількість пострілів. В статистиці стрільби рахуються постріли, які здійснив біатлоніст на етапах кубка світу та чемпіонаті світу